# Cicurina kimyongkii
Espèce
Cicurina kimyongkii est une espèce d'araignées aranéomorphes de la famille des Cicurinidae.

## Distribution
Cette espèce est endémique de Corée du Sud. Elle se rencontre sur le mont Sokkri.

## Description
La femelle holotype mesure 2,97 mm.

## Systématique et taxinomie
Cette espèce a été décrite par Paik en 1970.

## Étymologie
Cette espèce est nommée en l'honneur de Kim Yong Ki.

## Publication originale
- Paik, 1970 : « Korean spiders of genus Cicurina (Araneae, Agelenidae). » Theses collection of Kyungpook University, vol. 14, p. 97-106.